# Tillé
Tillé è un comune francese di 1 106 abitanti situato nel dipartimento dell'Oise della regione dell'Alta Francia.
Tillé si trova a circa 80 km a nord di Parigi ed è confinante con la città di Beauvais.
Nel suo territorio comunale si trova l'aeroporto di Parigi-Beauvais Tillé, base di alcuni vettori low cost che lo utilizzano come scalo per servire la capitale e la regione parigina.

## Società

### Evoluzione demografica
Abitanti censiti